# Роберт I (граф Труа)
Роберт I  (фр. Robert Ier) — граф Труа (близько 876—886), загинув у лютому або жовтні 886, в Парижі.

## Біографія
Роберт І, ймовірно, був сином графа Труа Еда I і Вандільмодіс. Про нього відомо дуже мало. Вперше він згаданий 25 жовтня 877 року в одному з актів Карла Лисого. Ще раніше, близько 876 року, він отримав у володіння графство Труа. Роберт I загинув в 886 році під час облоги норманами Парижа, після чого Труа перейшло до його племінника Адалельму.
Роберт I був одружений з Гізелою (869 — раніше листопада 894), дочкою короля Західно-Франкської держави Людовика II недорікуватого, але дітей у нього не було.